# Комплекс бога
Комплекс бога — непоколебимое убеждение, которое характеризуется завышенными ощущениями личных способностей, привилегий или непогрешимости. Человек с комплексом бога склонен к отказу признавать свои ошибки или неудачи, даже при наличии неопровержимых доказательств. Такой человек обычно имеет высокий уровень догматичности относительно своих взглядов — говорит о своих личных взглядах как о безусловно правильных. Некоторые люди с комплексом бога могут игнорировать правила и требования общества, требуя специальных привилегий.
Первым, кто использовал термин «комплекс бога», был Эрнест Джонс. На страницах «Очерки прикладного психоанализа» он описывает его как веру человека в то, что он является богом.
Комплекс бога не является клиническим термином или заболеванием и не входит в Диагностическое и статистическое руководство по психическим расстройствам (DSM).

## Комплекс Иеговы
Комплекс Иеговы — схожий термин, используемый в аналитической психологии для описания невроза эгоистической самоинфляции. Используется, помимо прочего, в психоаналитических текстах с психоисторией и биографией. Например, Фриц Вительс использовал этот термин в отношении Зигмунда Фрейда в биографии 1924 года. Г. Е. Барнз использовал этот термин в отношении Джорджа Вашингтона и Эндрю Джексона.